# Charlotte Sannom (maler)
 For alternative betydninger, se Charlotte Sannom. (Se også artikler, som begynder med Charlotte Sannom)
Charlotte Amalie Sannom (født 28. september 1846 i Nykøbing Mors, død 18. december 1923 i Nødebo) var en dansk maler, bladredaktør og afholdsagitator. Hun blev undervist på Vilhelm Kyhns tegneskole for kvinder fra 1875 og malede især landskaber i naturalistisk stil.
Sannom brugte det meste af sin tid på socialt arbejde i Indre Missions tjeneste og udgav bl.a. bøger for afholdssagen (En knudret Vej, 1887, under pseudonymet Niels Brock) og mod prostitution (Ingen Oprejsning, 1903). I 1907 stoppede hun med at arbejde på grund af leddegigt.
| - Værker af Charlotte Sannom - Parti fra Sorgenfri med Mølleåen, i baggrunden Lyngby Kirke, 1879 - Parti ved Lyngby Sø med Frederiksdal Skov i baggrunden. Eftermiddag, 1879 - Vej gennem skov med personer, 1881 - Parti fra Ordrup Mølle, 1886 - Kystparti med personer, vinter, udateret |